# Ньеки, Имре
Имре Ньеки (венг. Nyéki Imre; 1 ноября 1928 — 27 марта 1995) — венгерский пловец, призёр Олимпийских игр, чемпион Европы.
Имре Ньеки родился в 1928 году в деревне Сереп медье Хайду-Бихар. В 1947 году завоевал бронзовую медаль чемпионата Европы. В 1948 году на Олимпийских играх в Лондоне завоевал серебряную медаль в эстафете 4×200 м вольным стилем; также он выступил на дистанции 400 м вольным стилем, но там не завоевал медалей. В 1952 году принял участие в Олимпийских играх в Хельсинки, но неудачно. В 1954 году стал обладателем двух золотых медалей чемпионата Европы, а на чемпионате Европы 1958 года стал бронзовым призёром.